# Узагальнена арифметична прогресія
Узага́льнена арифмети́чна прогре́сія — послідовність чисел або елементів довільної групи {\displaystyle G}, подавана у вигляді
{\displaystyle \left\lbrace {a+\sum \limits _{i=1}^{k}{\lambda _{i}d_{i}}\ :\ 0\leq \lambda _{i}<n_{i},\ i=1,\dots ,k}\right\rbrace }
для деяких {\displaystyle d_{1},\dots ,d_{k},n_{1},\dots ,n_{k}}.

## Пов'язана термінологія
Прогресію називають власною, якщо всі числа вигляду {\displaystyle a+\sum \limits _{i=1}^{k}{\lambda _{i}d_{i}}} різні, тобто вона містить {\displaystyle n_{1}\cdot \ldots \cdot n_{k}} елементів.
Рангом (або розмірністю) прогресії називають кількість доданків у поданні кожного елемента (в позначеннях вище — число {\displaystyle k}).
При {\displaystyle n_{1}=\dots =n_{k}=2} узагальнену арифметичну прогресію також називають {\displaystyle d}-вимірним кубом (оскільки в нього існує лінійне відображення з {\displaystyle \left\lbrace {0,1}\right\rbrace ^{d}}).
При {\displaystyle k=1} множина являє собою звичайну арифметичну прогресію.

## Галузь використання
Узагальнені арифметичні прогресії є конструкцією менш структурованою, ніж звичайна арифметична прогресія, проте їхня структура все ж нетривіальна (коли розмір прогресії великий, а ранг малий). Це робить їх зручним інструментом для вивчення та узагальнення теорем арифметичної комбінаторики, пов'язаних із виведенням структури з числових характеристик множини, таких як адитивна енергія, коефіцієнт подвоєння тощо.
Деякі структурні теореми адитивної комбінаторики доводять існування узагальненої арифметичної прогресії досить малого рангу і великого розміру в достатньо впорядкованих множинах або можливість покриття такої множини узагальненою арифметичною прогресією невеликого рангу і невеликого (обмеженого деякою формулою від розміру множини) розміру.
Узагальнені арифметичні прогресії можна використати для доведення теореми Рота.
Взагалі, довести присутність у множині узагальнених арифметичних прогресій, виходячи з якихось відомих фактів про цю множину, часто легше, ніж довести присутність звичайних арифметичних прогресій.